# Elsmere (Delaware)
Elsmere es un pueblo ubicado en el condado de New Castle en el estado estadounidense de Delaware. En el año 2000 tenía una población de 5.800 habitantes y una densidad poblacional de 2,275 personas por km².

## Geografía
Elsmere se encuentra ubicado en las coordenadas 39°44′21″N 75°35′39″O / 39.73917, -75.59417.

## Demografía
Según la Oficina del Censo en 2000 los ingresos medios por hogar en la localidad eran de $39,415, y los ingresos medios por familia eran $46,357. Los hombres tenían unos ingresos medios de $35,427 frente a los $28,089 para las mujeres. La renta per cápita para la localidad era de $18,643. Alrededor del 8.9% de la población estaban por debajo del umbral de pobreza.